# Jens Lindblom
Jens Nicolaj Lindblom (født ukendt i Kongens Lyngby) er en dansk forhenværende formand for DCU Distrikt Sjælland og Danmarks Cykle Union (DCU). I 1990 blev han æresmedlem af DCU.